# József Váradi
József Janos Váradi (Debrecen, Hungría, 21 de septiembre de 1965) es un economista y empresario húngaro. Fundó la compañía Wizz Air, junto a otros, y ha sido su CEO desde 2003. Está considerado como uno de los empresarios más ricos de Hungría.

## Biografía
Váradi se graduó en Economía por la Universidad de Budapest en 1989. Completó sus estudios con un máster LLM por la Universidad de Londres en 2014.

## Trayectoria
József Váradi trabajó para la multinacional estadounidense Procter & Gamble durante diez años, aumentando las ventas de la compañía en Europa Central y Oriental. Más tarde se convirtió en CEO de las líneas aéreas húngaras Malév, entre 2001 y 2003. Tras su experiencia, fundó junto a un grupo de empresarios húngaros la nueva línea de bajo coste Wizz Air, convirtiéndose en su CEO desde 2003.